# آلن بل (دوچرخه‌سوار)
آلن بل (انگلیسی: Allen Bell؛ زادهٔ ۱۱ اکتبر ۱۹۳۳) دوچرخه‌سوار اهل ایالات متحده آمریکا است. وی در بازی‌های المپیک تابستانی ۱۹۵۶ و ۱۹۶۰ شرکت کرده است.